# Christian Frosch (Künstler)
Christian Frosch (* 1968 in Gräfelfing) ist ein deutscher Künstler.

## Leben
Von 1991 bis 1998 studierte Frosch an der Akademie der Bildenden Künste München und an der Kunstakademie Düsseldorf. 1997 gründete er die Anatomisch-Pathologische Sammlung Malerei (APSM). Von 2006 bis 2012 war er künstlerischer Mitarbeiter von Res Ingold an der Akademie der Bildenden Künste München. 2008 bis 2012 Lehrauftrag an der Fachhochschule Weihenstephan, Grundlagen der Gestaltung (Fakultät Landschaftsarchitektur). Seit 2015 hat er eine Professur für Bildende Kunst, Malerei, Zeichnung, Raum und interdisziplinäre Strategien am Caspar-David-Friedrich-Institut der Ernst-Moritz-Arndt-Universität Greifswald. Er ist geschäftsführender Direktor dieses Instituts.
Frosch lebt und arbeitet in Greifswald.

## Ausstellungen

### Gruppenausstellungen
- 2011: Farbe im Fluss – 20 Jahre Weserburg, Neues Museum Weserburg Bremen, Bremen
- 2008: Zeitblick – Ankäufe aus der Sammlung Zeitgenössischer Kunst der Bundesrepublik Deutschland 1998–2008, Martin-Gropius-Bau, Berlin
- 2006: Paint-O-Mania, Stadtgalerie Kiel, Kiel

## Stipendien und Auszeichnungen
- 1999 Stipendium im Künstlerhaus Lukas (Ahrenshoop), Stiftung Kulturfonds Berlin
- 2002	Bayerisches Atelierförderprogramm
- 2003 	Arbeitsstipendium der Stiftung Kunstfonds Bonn, Projektförderung durch die Golart Stiftung München, Gastatelier in der Villa Romana Florenz
- 2004 	Stipendiat des Villa-Vigoni-Kollegs, Loveno di Menaggio, Italien
- 2006 	International Artist in Residence Programme Guernsey, Channel Islands, Arbeitsstipendium des Else-Heiliger-Fonds (EHF)

## Arbeiten in öffentlichen Sammlungen (Auswahl)
- Artothek München
- AXA Kunstsammlung Deutschland
- Museum für konkrete Kunst, Ingolstadt
- Sammlung der BMW München
- Sammlung der E.ON Energie AG
- Sammlung OSRAM
- Sammlung Ivo Wessel, Berlin
- Stadtgalerie Kiel
- Stadt Neuburg an der Donau
- Sammlung zeitgenössische Kunst der Bundesrepublik Deutschland